# Săbișa, Maramureș
Săbișa (în maghiară Kissebespatak) este un sat ce aparține orașului Seini din județul Maramureș, Transilvania, România.

## Istoric
Prima atestare documentară: 1493 (Sebespathak). 

## Etimologie
Etimologia numelui localității: din n. top. Săbiș (< top. Sebeș < subst. sebeș < magh. sebes „iute, re¬pede, grăbit") + suf. top. -a. 

## Demografie
La recensământul din 2011, populația era de 858 locuitori. 